# 小野浩 (哲学者)
小野 浩（おの ひろし、1907年9月1日 - 1997年）は、日本の哲学研究者。

## 生涯
仙台第一中学校、第二高等学校、1933年東北帝国大学哲学科卒業、同副手、高橋里美に師事、1938年仙台陸軍幼年学校教授、1942年二高教授、戦後1947年公職追放、1953年明治大学講師、助教授、1959年教授、1974年定年退職、城西大学教授。1982年定年退職。同11月勲四等旭日小綬章叙勲。
ドイツ哲学・文学を専門とし、日本美術、文学も論じた。

## 著書
- 『ゲェテの古代的転回』三修社 1970
- 『若きニイチェの識られざる神 祭祀的なるもの(Das Kultische)についての一考察』三修社 1977
- 『世界觀と藝術的直觀力』島津書房 2003

共著
- 『思想家としてのニイチェ』河内信弘著 高文堂出版社 1981

## 翻訳
- シュティフテル『みかげいし』日本教文社 1949 世界文庫
- メーリケ『宝の小筥』羽田書店 1950 「宝の小箱」角川文庫
- ニーチェ『ギリシャ悲劇的時代の哲学 他八篇』1952　角川文庫
- ニーチェ『わが生涯より 他六篇』1952 角川文庫
- フィヒテ『ドイツ国民に告ぐ』1953 角川文庫
- 『ブルトマン著作集 12 神学論文集 2』山岡喜久男、川村永子共訳 新教出版社 1981

## 参考
- 「ハイデガー先生の思ひ出」
- 『世界観と藝術的直観力』附載年譜